# Джейн Чі
Джейн Чі (англ. Jane Chi; нар. 21 червня 1974) — колишня американська тенісистка.
Найвищу одиночну позицію світового рейтингу — 62 місце досягла 26 квітня 1999, парну — 178 місце — 23 листопада 1998 року.
Здобула 6 одиночних та 2 парні титули туру ITF.
Найвищим досягненням на турнірах Великого шолома було 2 коло в одиночному розряді.
Завершила кар'єру 2003 року.

## Фінали ITF
| Легенда         |
| --------------- |
| турніри $50,000 |
| турніри $25,000 |
| турніри $10,000 |

### Одиночний розряд (6–3)
| Результат | Ранг | Дата              | Турнір                       | Покриття | Суперниця           | Рахунок       |
| --------- | ---- | ----------------- | ---------------------------- | -------- | ------------------- | ------------- |
| Перемога  | 1.   | 15 жовтня 1995    | Токіо, Японія                | Тверде   | Юкі Фудзії          | 6–0, 6-1      |
| Перемога  | 2.   | 22 жовтня 1995    | Куґаяма, Японія              | Тверде   | Труді Мусгрейв      | 7–5, 6-1      |
| Перемога  | 3.   | 29 жовтня 1995    | Кіото, Японія                | Тверде   | Вень Юйань          | 4–6, 6–2, 7-5 |
| Перемога  | 4.   | 19 листопада 1995 | Маніла, Філіппіни            | Тверде   | Kim Soon-nam        | 7–5, 6-3      |
| Перемога  | 5.   | 23 червня 1996    | Пічтрі-Сіті (Джорджія), США  | Тверде   | Стефані Мейбрі      | 6–1, 3–6, 7-5 |
| Перемога  | 6.   | 5 серпня 1996     | Остін (Техас), США           | Тверде   | Ольга Барабанщикова | 6–2, 4–6, 6–2 |
| Поразка   | 7.   | 17 травня 1998    | Гренелеф (Флорида), США      | Тверде   | Жустін Енен         | 2–6, 3–6      |
| Поразка   | 8.   | 11 жовтня 1998    | Альбукерке, Нью-Мексико, США | Тверде   | Анна Кремер         | 6–2, 4–6, 4–6 |
| Поразка   | 9.   | 28 січня 2001     | Маямі, Флорида, США          | Тверде   | Хісела Дулко        | 7–5, 3–6, 6-7 |

### Парний розряд (2–5)
| Результат | Ранг | Дата           | Турнір                                     | Покриття | Партнерка                       | Суперниці                           | Рахунок          |
| --------- | ---- | -------------- | ------------------------------------------ | -------- | ------------------------------- | ----------------------------------- | ---------------- |
| Перемога  | 1.   | 26 червня 1995 | Гілтон-Гед-Айленд (Південна Кароліна), США | Тверде   | Стефані Чі                      | Тіна Самара Стейсі Шеппард          | 6–3, 7–6(5)      |
| Поразка   | 2.   | 15 жовтня 1995 | Токіо, Японія                              | Тверде   | Мінді Вейнер                    | Наґатомі Кейко Сасано Йосіко        | 2–6, 2-6         |
| Поразка   | 3.   | 28 липня 1996  | Феєтвілл, Північна Кароліна, США           | Тверде   | Келлі Пейс-Вілсон               | Соня Джеясілан Рене Сімпсон         | 6–3, 4–6, 2-6    |
| Перемога  | 4.   | 26 січня 1997  | Сан-Антоніо, Техас, США                    | Тверде   | Келлі Пейс-Вілсон               | Кейрстен Еллі Пем Нелсон            | 6–4, 4–6, 6-4    |
| Поразка   | 5.   | 19 липня 1998  | Мава (Нью-Джерсі), США                     | Тверде   | Джін Окада                      | Емі Фрейзер Хіракі Ріка             | 6–4, 4–6, 4-6    |
| Поразка   | 6.   | 22 січня 2001  | Маямі, Флорида, США                        | Тверде   | Людмила Скавронська             | Євгенія Куликовська Джолен Ватанабе | 2–6, 4–6         |
| Поразка   | 7.   | 11 червня 2001 | Маунт-Плезант (Південна Кароліна), США     | Тверде   | Скавронська Людмила Анатоліївна | Чхой Йон Ча Чон Мі Ра               | 7–6(2), 2–6, 2–6 |